# Alec Benjamin
Alec Shane Benjamin (* 28. května 1994 Phoenix) je americký zpěvák, skladatel a hudebník. Proslavil ho singl z roku 2018 „Let Me Down Slowly“.

## Život a kariéra
Narodil se 28. května 1994 ve Phoenixu v Arizoně, kde vyrůstal se svou sestrou. Ve třinácti letech začal psát písně a na střední škole se učil hrát na kytaru. V roce 2013 vydal své první EP America.
Podepsal smlouvu s nahrávací společností Columbia Records a zapsal se na Univerzitu Jižní Kalifornie. Společnost s ním ukončila spolupráci hned po několika týdnech. Po ukončení spolupráce se vydal na turné po Evropě, které si financoval sám. Svou hudbu propagoval vystupováním na parkovištích před koncertními místy a rozdáváním vizitek kolemjdoucím.
Jeho mixtape Narrated for You vyšel 16. listopadu 2018.
Své debutové studiové album These Two Windows vydal 29. května 2020. O dva roky později vydal druhé studiové album, (Un)Commentary. Své třetí album, 12 Notes, vydal v květnu 2024.

## Hudební vlivy
Jako své hudební vzory uvedl například Eminema, Johna Mayera, Jasona Mraze, Paula Simona a Chrise Martina.

## Diskografie

### Studiová alba
- These Two Windows (2020)
- (Un)Commentary (2022)
- 12 Notes (2024)

### Mixtapy
- Narrated for You (2018)

### EP
- America (2013)